# زندگی فقیرانه
زندگی فقیرانه (انگلیسی: The Devil by the Tail) یک فیلم کمدی فرانسوی-ایتالیایی محصول ۱۹۶۹ به کارگردانی فیلیپ د بروکا است.